# Day Tripper
«Day Tripper» — песня группы The Beatles, написанная Джоном Ленноном и Полом Маккартни и выпущенная (3 декабря 1965 года лейблом Parlophone в Великобритании и 6 декабря 1965 года лейблом Capitol Records в США) на стороне «А» сингла, на сторону «Б» которого была помещена песня «We Can Work It Out». Обе песни были записаны во время сессий звукозаписи для альбома Rubber Soul. В декабре 1965 и январе 1966 в течение пяти недель сингл возглавлял британский чарт синглов UK Singles Chart, а сама песня поднялась до 5-й позиции в чарте Billboard Hot 100.

## Сочинение песни
Под давлением необходимости выпустить новый сингл к Рождеству 1965, Джон Леннон написал большую часть музыки, включая гитарный рифф, и значительную часть текста, а Пол Маккартни в основном работал над текстом куплетов.
Выражение «Day Tripper» (приблизительно можно перевести как «дневной турист»; но надо учитывать и значение слова «trip» в смысле «наркотического путешествия») — типичная игра словами, которую любил Леннон. В интервью, данному журналу Playboy в августе 1980, он пытался объяснить:
«Дневные туристы — это люди, которые уходят в однодневный поход в выходной день, так? Обычно на пароме или чём-то таком. Вот и песня про то, что… вы становитесь хиппи, но только на выходной день. Понятно?» (англ. «Day trippers are people who go on a day trip, right? Usually on a ferryboat or something. But [the song] was kind of … you’re just a weekend hippie. Get it?»)
В том же интервью Леннон говорит:
«Всю эту песню придумал я. Включая ударные доли, гитарные переходы и весь бит целиком.» (англ. «That’s mine. Including the lick, the guitar break and the whole bit.») 
Однако, в интервью в 1970 для журнала Rolling Stone, Леннон использует «Day Tripper» как пример их совместной работы с Маккартни, когда один из партнёров выдвигает основную идею песни, а другой подхватывает идею и доводит дело до конца. В свою очередь, Маккартни признаёт, что было очень много их совместных работ, исходную идею для которых выдвигал Леннон.
В своей биографии Many Years From Now, написанной Барри Майлзом, Маккартни говорит, что «Day Tripper» была о наркотиках и «насмешливая песня о том, кто был… лишь в небольшой части приверженцем идеи» (англ. «a tongue-in-cheek song about someone who was … committed only in part to the idea.»). Строка, в итоге записанная как «she’s a big teaser» (рус. она большой соблазн), вначале была в тексте как «she’s a prick teaser» (рус. она хреновый соблазн).
Как пишет музыкальный критик Иэн Макдональд, песня
«начинается как 12-тактовый блюз в тональности Ми (E), а потом делает финт на 12-м такте уходя в относительный минор (то есть в припев) до двойного возвращения на ожидаемый аккорд Си (B) — ещё одна шутка группы, которая явно решила, что остроумие должно быть их новым трюком.» (англ. «starts as a twelve-bar blues in E, which makes a feint at turning into a twelve-bar in the relative minor (i.e. the chorus) before doubling back to the expected B—another joke from a group which had clearly decided that wit was to be their new gimmick.») 
Действительно, в 1966 Маккартни в интервью журналу Melody Maker говорил, что «Day Tripper» и «Drive My Car» (записанная тремя днями ранее) были «смешными песнями, песнями с хохмами внутри них» (англ. «funny songs, songs with jokes in.»).
Маккартни пел в этой песне ведущий вокал в куплетах, а Леннон подпевал ему вторым голосом (harmony vocal) — в отличие от обычной практики The Beatles, когда сочинивший песню и поёт в ней ведущую вокальную партию, но Леннон поёт в этом случае ведущий вокал лишь в припевах, где ему в свою очередь подпевает Маккартни.

## Запись песни
The Beatles записали песню на студии Abbey Road Studios 16 октября 1965. В этот же день, после окончания работы над записью «Day Tripper», The Beatles также записали основной трек с аккомпанементом (англ. basic rhythm track) для песни «If I Needed Someone».
На миксе песни содержится один из самых известных в записях The Beatles дефектов записи — «выпадение» звука (англ. drop-out), когда на хронометраже 1:50 (1 минута 50 секунд) «исчезают» на мгновение звук от соло-гитары и тамбурина. Есть ещё два подобных, но менее заметных дефекта на 1:56 и 2:32. На бутлег-изданиях раннего микса песни (где присутствует именно чётко слышимое «выпадение» звука, а не «заглаженное затухание») ясно опознаётся технический сбой (англ. technical glitch) плёнки, на которую записывались во время сессии звукозаписи эти две партии (брак магнитного слоя на плёнке); или же, возможно, по ошибке была попытка кратковременной записи на эту плёнку поверх уже имеющейся записи (в результате был стёрт маленький фрагмент фонограммы). Эта ошибка в миксе песни была исправлена только в 2000 году при подготовке сборника 1 и на ремастированном издании Past Masters.

## Выпуск песни
Кроме сингла, где «Day Tripper» была издана в декабре 1965 вместе с «We Can Work It Out», песня представлена также на вышедшем в США альбоме Yesterday and Today (1966) и британском сборнике A Collection of Beatles Oldies. Позднее песня вошла в сборник 1962-1966 (1973), а также в Past Masters, Volume Two (1988).

## Видео с песней
The Beatles снялись в трёх различных видеосъемках с этой песней; режиссёр — Джозеф Макграт (Joe McGrath).

## Список участников записи
- Джон Леннон — ведущий вокал (припев), бэк-вокал (куплет), ритм-гитара, соло-гитара (соло)
- Пол Маккартни — ведущий вокал (куплет), бэк-вокал (припев), бас-гитара
- Джордж Харрисон — бэк-вокал (припев), соло-гитара (рифф)
- Ринго Старр — ударные, тамбурин

Список по Ian MacDonald и Mark Lewisohn.
Дополнительно:
- Джордж Мартин — продюсер записи
- Норман Смит — звукоинженер

## Кавер-версии
Кавер-версии песни исполняли и записывали многие артисты и группы, в том числе:
| Группа / артист             | Альбом (или иное издание) |
| --------------------------- | --- |
| The Jimi Hendrix Experience | BBC Sessions |
| Mae West                    | Way Out West (1966) (альбом переиздан в 2008 на CD)                                                                            |
| Otis Redding                | Complete & Unbelievable: The Otis Redding Dictionary of Soul                                                                   |
| Sergio Mendes & Brasil '66  | Herb Alpert Presents |
| Anne Murray                 | Highly Prized Possession |
| Whitesnake                  | Trouble |
| Electric Light Orchestra    | Long Beach (концертный альбом) (название трека ошибочно написано как «Daytripper»)                                             |
| James Taylor                | Flag |
| Cheap Trick                 | Found All the Parts (EP-альбом)                                                                                                |
| Sham 69                     | The Game |
| Jun Fukamachi               | Jun Fukamachi At The Steinway (Take 2) (1976), в обработке для смычковых инструментов                                          |
| Yellow Magic Orchestra      | Solid State Survivor (1979) |
| Daniel Ash                  | Coming Down |
| Gene Wooten                 | The Great Dobro Sessions |
| Ocean Colour Scene          | сингл; записан совместно с участниками группы Oasis                                                                            |
| Tok tok tok                 | 50 Ways To Leave Your Lover |
| Ian Hunter                  | Missing In Action |
| The Punkles                 | Pistol |
| Tommy Shaw                  | Butchering the Beatles: A Headbashing Tribute                                                                                  |
| David Cook                  | сингл Day Tripper (American Idol Studio Version)- Single                                                                       |
| Bad Brains                  | covered this song in dub reggae format as a staple at live shows during the tour for I Against I                               |
| Type O Negative             | recorded a medley of Beatles' songs including this one on World Coming Down                                                    |
| Лулу                        | Love Loves to Love Lulu (1967)                                                                                                 |
| Nancy Sinatra               | Boots |
| Fever Tree                  | covered the song on their album Fever Tree in a medley with «We Can Work It Out».                                              |
| Grateful Dead               | исполняли на концертах в турах 1984/1985                                                                                       |
| Eagles                      | borrowed the opening guitar riff of the song for the ending of the song «In the City» from their live album, Hell Freezes Over |
| Budos Band                  | used the melody in their song «Reppirt Yad» («Day Tripper» spelled in reverse) on their album Budos Band III                   |
| J. J. Barnes                | сингл, выпущенный лейблом Ric-Tic в 1966                                                                                       |
| Ramsey Lewis                | Wade in the Water (альбом) (1966)                                                                                              |
| Yes                         | sampled this song in their cover of «Every Little Thing»                                                                       |
| Бригадный подряд            | Худшее |
| Man Sound                   | Man Sound EP (1997) |

Также песня присутствует в музыкальной видео-игре The Beatles: Rock Band.